# パチスロ伝説の巫女
『パチスロ伝説の巫女』（パチスロでんせつのみこ）は、2008年1月にタイヨーエレックから発売されたパチスロ機（5号機）。保通協における型式名は『伝説の巫女T』。
タイヨーエレック・イートレックジャパン・サミー3社によるコラボレーション第1弾。タイヨーエレックとイートレックジャパンのコラボとしては『CR五右衛門』に次ぐ2機種目となる。 

## 概要
『マーベルヒーローズ』に続く、タイヨーエレックによる5号機の第3弾。パチンコ機である『CR伝説の巫女』と同時発売された。
3種類のボーナスと、チャンスゾーン・『荒行モード』と20ゲーム固定のRT・『炎の巫女チャンス』を備え、設定6の場合70%でCZとRTをループするのが特徴。
- メーカーからは順押し、または順ハサミ押しでプレイすることが推奨されている。
- 登場する3種類の妖怪とバトルする妖怪対決演出がある。勝利するとボーナス確定となる。
  - カマイタチ
  - フタクチ
  - 愚霊斗武者
- 通常ゲームでは神社ステージと鳥居ステージがある。主な演出は以下。
  - 変化系演出
  - おみくじ演出
  - 絵馬演出
  - 小役ナビ系演出
  - キャラ通過演出
  - キャラ登場演出

## スペック
- 楓BONUS（かえでボーナス）は赤7揃い。320枚を超える払出しで終了（純増枚数は平均261枚、MAX266枚）。ボーナス終了後、必ずCZ『荒行モード』に突入する。RT突入期待度は3種類のボーナス中最も高い。ボーナス中はフリー打ちで、スイカ成立時のみナビが出る。
- 天狐BONUS（てんこボーナス）は青7揃い。250枚を超える払出しで終了（純増枚数は平均206枚、MAX211枚）。ボーナス終了後、必ずCZ『荒行モード』に突入する。RT突入期待度は3種類のボーナス中普通。オリジナルBGMを3曲から選ぶことができる。
- CHALLENGE BONUS（チャレンジボーナス）は青・青・赤7揃い。104枚を超える払出しで終了（純増枚数平均91枚）。ボーナス終了後、必ずCZ『荒行モード』に突入する。RT突入期待度は3種類のボーナス中最も低い。内部的にはCTであり、左リールが無制御となっている。

### ボーナス確率
| 設定 | 合成確率 | BIG確率 | REG確率 | 赤BIG確率 | 青BIG確率 | 機械割 |
| ---- | -------- | ------- | ------- | --------- | --------- | ------ |
| 1    | 1/182    | 1/285   | 1/504   | 1/570     | 1/570     | 97.0%  |
| 2    | 1/171    | 1/271   | 1/462   | 1/542     | 1/542     | 99.0%  |
| 3    | 1/161    | 1/258   | 1/426   | 1/516     | 1/516     | 102.0% |
| 4    | 1/152    | 1/246   | 1/395   | 1/493     | 1/493     | 104.0% |
| 5    | 1/144    | 1/236   | 1/368   | 1/471     | 1/471     | 107.0% |
| 6    | 1/137    | 1/226   | 1/345   | 1/452     | 1/452     | 110.0% |

### 荒行モード
『荒行（あらぎょう）モード』はチャンスゾーンで、RT・『炎の巫女チャンス』突入抽選が行われるステージ。虎次郎の監視の下、滝に打たれるかえでが開眼すると炎の巫女に変身し、RTへと突入する。
突入条件
- ボーナス終了後
- RT終了後
- 設定変更後（内部的にCZになるので液晶上では変化はない）
- 虎次郎揃い後（虎次郎揃い後は通常ゲーム5G間消化後に移行する）

終了条件
- リプレイ成立
- 特殊リプレイ成立（成立後はRTへ移行する）

CZ中RT突入期待度
- 赤7BIG後：約50%
- 青7BIG後：約28%
- REG後：約17%
- ボーナス後以外（通常CZ）：約63 - 70%

### 炎の巫女チャンス
『炎の巫女チャンス』は20G固定のRT。リプレイ確率が大幅に上がり、1Gあたりの純増枚数は約0.65枚となる。鬼火ナビで小役を告知し、天狐登場で対決演出へと発展する。バトルに勝利すればボーナス確定。終了すると、再び『荒行モード』に戻る。
突入条件
- CZ中特殊リプレイ成立（特殊リプレイ：赤7or虎次郎・リプレイ・リプレイ）

終了条件
- ボーナス入賞
- 20G消化

## ストーリー
今もまた古（いにしえ）の頃、九九九年前。四方を海に囲まれ、異国文化と交わる事の無い島国が、悪霊妖怪によって壊滅状態に陥った。多くの犠牲者の魂が、島の中心に位置する神社の境内に集結し、巨大な神火となった。その炎の中から、一人の戦士が現れる。彼女の名は、『炎の巫女戦士』。人々の希望と哀しみを正義の炎に変え、悪霊妖怪達を封印した。
時は流れ、伝説は再び繰り返される。島の中心に位置する村民のシンボル、『もののけ神社』の占拠を足がかりに、島国の独占を謀る愚霊斗武者率いる悪霊妖怪軍団。彼らの陰謀を阻止すべく、かえでとその仲間達は立ち上がる。

## 登場人物
日丸かえで（声 ‐ 野川さくら）
主人公。駄目親父・虎次郎に代わってもののけ神社を守るため修行中の巫女。
荒行で開眼すると『炎の巫女』に変身する。口癖は「〜だもん」。なお、変身すると性格と口調がかなり荒っぽく変わる（メーカーの小冊子によると、炎のかえでの状態では「大胆不敵で正義のためには手段を選ばない」との事）。
日丸虎次郎（声 ‐ 中井和哉）
かえでの父親。もののけ神社の神主。
サングラスをかけ、『特攻』と書かれた鉢巻を巻いている。趣味は筋トレとカラオケ。天狐ボーナスの大当たりラウンド中の曲は、娘への愛情を歌った歌である。
天狐（コンちゃん）（声 ‐ 杉田智和）
半人半妖のもののけ神社の守護神。
普段は子狐姿でかえでと共にいる。努力する姿を人に見られるのを嫌う。天狐ボーナスの大当たりラウンド（の1つ）では『第66回もののけトライアスロン』に参加。
カマイタチ（声 ‐ 馬場圭介）
妖怪・かまいたち。妖刀カマイタチを操る剣士。オカマ。美を好み、美しい物には怒りと嫉妬で襲いかかる。妖怪パラダイス建国の暁には、高級エステを夢見ている。
対決演出には普通のバトルの他、美人コンテストでかえでと争うパターンもある（なお、炎のかえでと美人コンテストで対決する場合、なぜか刀を使わず素手でかえでと戦っている）。
フタクチ（声 ‐ 進藤尚美）
妖怪・二口女。美しい女性の姿だが、後頭部には巨大な口がある。妖怪パラダイス建国の暁には、飽食を夢見ている。後頭部の口を晒している状態では、髪の毛が腕のように変形する。
対決演出には普通のバトルの他、かえでとまんじゅうの早食い大会で戦うパターンも存在する。
パチンコの『CR匠の道』にもレポーターとしてカメオ出演している。
愚霊斗武者（グレートむしゃ）（声 ‐ 大友龍三郎）
妖怪。妖怪パラダイス建国を企てる強力な力を誇る武者。かなりの巨体を誇る。
パチンコ版では更に巨大で禍々しい姿のロボ愚霊斗になる事も出来る。
チビグレ
愚霊斗武者に似た鎧（と言うか兜とマントのみ）をまとった、悪霊妖怪軍団の戦闘員。パチスロ版ではストーリーには特に絡まないが、パチンコ版では他の幹部達と同じく対決演出が存在する。また他のチビグレと鎧の縁・マント・フンドシの色が異なり、ヒゲの生えた隊長もいる。パチンコ版の対決画面から、彼の名前は『ちび愚霊斗』と思われる。
妖怪軍団所属ではあるが、村民達とも比較的馴染んでいるようである。
出井夫（でいお）
理茶理茶（りちゃりちゃ）
共に大食い大会や美人コンテストでの解説役などをやっている。出井夫が男性で理茶利茶が女性。共に虎次郎のファンである模様。

## ボーナス演出BGM
- 夢の途中 - パチスロ版のみのBGM。楓ボーナス中に流れる曲。
- もののけ音頭 - 天狐ボーナス中の曲の1つ。かえでがダンサー達と共に踊る。
- NO.1 - 天狐ボーナス中の曲の1つ。天狐が第66回もののけトライアスロンに参加する。
- 愛娘 - 天狐ボーナス中の曲の1つ。虎次郎が夜の海岸で、娘への愛を熱唱する。パチンコ版では途中でタコ次郎というタコの妖怪の邪魔が入り、虎次郎が彼を倒せば確変確定となる。